# Панорамы улиц
Панора́мы у́лиц — русский аналог зарубежной технологии, известной как street view (англ. просмотр улиц, вид улиц). Панорамы улиц предоставляют пользователям возможность рассматривать дома, дороги и все окружающие объекты на уровне улицы. При этом пользователь может передвигаться в различных направлениях, что создаёт иллюзию виртуального присутствия на улицах города.

## Панорамы улиц на электронных картах
Благодаря GPS-навигации панорамные фотографии улиц привязываются к карте. Именно это — явное отличие панорам улиц и street view от панорамной фотографии в целом. Панорамы улиц эффективно помогают пользователям картографических сервисов ориентироваться в незнакомых местах. Карты-схемы, спутниковые снимки и, как дополнительная возможность электронных карт, — панорамы улиц.

## Участники съёмки
Основные участники процесса создания панорам улиц:
- автомобиль с GPS-навигатором;
- фотографическое оборудование (фотокамеры, обеспечивающие снимки сразу в нескольких направлениях), установленное, как правило, на крыше машины;
- водитель, который едет с низкой скоростью;
- программа автоматической склейки панорам.

Для съёмок с высоты птичьего полёта используются вертолёты и дирижабли. Съёмки проводятся на высоте 150—200 метров.

## Возможности
Панорамы улиц обладают некоторыми преимуществами перед обычными фотографиями, привязанными к карте:
- возможностью совершать настоящие виртуальные путешествия;
- возможностью прокладывать маршруты и пройти весь путь до искомой точки в режиме виртуальной прогулки;
- возможностью в точности договориться о месте встречи, определив его не только на карте-схеме, но и визуально.
- возможность проведения образовательных мероприятий по краеведению для обучающихся школ без похода [2]
- возможность дистанционного выявления несанкционированных свалок твердых коммунальных отходов. [3]